# Tina Bachmann (biatleta)
Tina Bachmann (Schmiedeberg, 15 de julio de 1986) es una deportista alemana que compite en biatlón. Ganó tres medallas en el Campeonato Mundial de Biatlón, en los años 2011 y 2012, y tres medallas en el Campeonato Europeo de Biatlón entre los años 2008 y 2015.

## Palmarés internacional
| Campeonato Mundial | Campeonato Mundial           | Campeonato Mundial | Campeonato Mundial |
| Año                | Lugar                        | Medalla            | Prueba             |
| ------------------ | ---------------------------- | ------------------ | ------------------ |
| 2011               | Janty-Mansisk (Rusia)        | Medalla de oro     | Relevos            |
| 2011               | Janty-Mansisk (Rusia)        | Medalla de plata   | Individual         |
| 2012               | Ruhpolding (Alemania)        | Medalla de oro     | Relevos            |
| Campeonato Europeo |                              |                    |                    |
| Año                | Lugar                        | Medalla            | Prueba             |
| 2008               | Nové Město (República Checa) | Medalla de plata   | Relevos            |
| 2009               | Ufa (Rusia)                  | Medalla de bronce  | Relevos            |
| 2015               | Otepää (Estonia)             | Medalla de plata   | Relevos            |